# Взрывчатые вещества

Пиктограмма для обозначения взрывчатых веществ по системе маркировки СГС

Взры́вчатое вещество́ (разг. взрывчатка, сокращается как ВВ) —  химическое вещество или смесь таких веществ, способное при определённых условиях под влиянием внешних воздействий к быстрому самораспространяющемуся химическому превращению (взрыву) с выделением большого количества тепла и газообразных продуктов. Применяются на практике и обращаются на рынке конденсированные взрывчатые вещества.:6 Для веществ, опасных в отношении возможности взрыва, с 60-х годов XX века используется термин взрывоопасный.
В зависимости от химического состава и внешних условий взрывчатые вещества могут превращаться в продукты реакции в режимах медленного (дефлаграционного) горения, быстрого (взрывного) горения или детонации. Поэтому традиционно к взрывчатым веществам также относят соединения и смеси, которые не детонируют, а горят с определённой скоростью (метательные пороха, пиротехнические составы). Взрывчатые вещества относятся к энергетическим конденсированным системам. Горючие газы, пары легковоспламеняющихся жидкостей, взвешенные горючие аэрозоли могут вызывать взрывы. Однако разрушительное действие таких взрывоопасных смесей является слабым по сравнению с взрывчатыми веществами из-за того, что одна из составных частей (воздух) до взрыва занимает большой объем и давление взрыва получается небольшим.

## Физическая природа взрывного превращения
Взрывное превращение, как правило, носит кратковременный характер, протекает при температурах от 2500 до 4500 K и сопровождается выделением огромного количества высокотемпературных газов и тепла. Взрывная реакция не требует наличия в окружающем воздухе окислителя (в качестве которого обычно выступает кислород), поскольку он содержится в химически связанном виде в ингредиентах взрывчатки.
Суммарное количество энергии, которая высвобождается при взрыве, относительно невелико и обычно в пять или шесть раз меньше теплотворной способности нефтепродуктов аналогичной массы. Тем не менее, несмотря на скромную энергетическую отдачу, огромная скорость реакции, которая по закону Аррениуса является следствием большой температуры, обеспечивает достижение высоких значений мощности.
Высвобождение большого количества газообразных продуктов сгорания считается другим признаком химической реакции в виде взрыва. При этом, стремительная трансформация взрывчатого вещества в высокотемпературные газы сопровождается скачкообразным изменением давления (до 10—30 ГПа), которое носит название ударной волны. Распространение этой волны способствует передаче энергии от одного слоя взрывчатки к другому и сопровождается возбуждением в новых слоях аналогичной химической реакции. Этот процесс получил название детонации, а инициирующая его ударная волна стала называться детонационной волной.
Существует ряд веществ, способных к нехимическому взрыву (например, ядерные и термоядерные материалы, антивещество). Также существуют методы воздействия на различные вещества, приводящие к взрыву (например, лазером или электрической дугой). Обычно такие вещества не называют «взрывчатыми».

## Историческая справка
Человек разрабатывал и изучал взрывчатые вещества вкупе с возможностями их применения на практике в течение довольно длительного периода времени. Исторически первым прообразом современных взрывчатых веществ можно считать т. н. «греческий огонь»; авторство данного изобретения приписывается греку по имени Каллиник, а в качестве даты создания состава называется 667 год н. э. Указанное вещество впоследствии использовалось различными древними народами Европы и Ближнего Востока, однако в ходе исторического процесса рецепт его изготовления был утрачен; предполагается, что «греческий огонь» состоял из серы, смолы, соли и негашеной извести. Особенностью данного взрывчатого вещества являлось повышение интенсивности возгорания при попытке тушения вызванного им пламени водой. Через некоторое время, в 682 году, в Китае были разработаны первые прототипы дымного пороха, в состав которых входили селитра, сера и древесный уголь; изначально смесь применялась в пиротехнике, а затем приобрела и военное значение.
Что касается стран Европы, то порох начал упоминаться в исторических документах с XIII века (приблизительно в 1250 году), хотя историки не располагают точными данными о том, кто именно выступил в роли первооткрывателя этого взрывчатого вещества. Среди возможных кандидатур в профильных исследованиях называются, в частности, имена Бертольда Шварца и Роджера Бэкона, а итальянские специалисты полагают, что первое применение пороха следует ассоциировать с городом Болоньей начала века (1216 год).
Имеются также сведения[от кого?] о том, что данное взрывчатое вещество в его китайской версии использовалось монгольскими завоевателями под предводительством Чингисхана, которые задействовали его для подрыва крепостных стен при осаде. Этот факт позволяет некоторым исследователям утверждать, что на основе пороха было создано в первую очередь взрывное, и лишь затем — огнестрельное оружие. Некоторое время спустя, в начале XIV века, рассматриваемое взрывчатое вещество нашло применение в артиллерии, обеспечивая метание снарядов из орудий; известно, что ближе к концу того же столетия, в 1382 году, пушки использовались против войск хана Тохтамыша, осаждавших Москву. Кроме того, XIV веком датируется также и появление первых образцов ручного огнестрельного оружия: пороховые ружья были впервые задействованы на Руси в 1389 году, также в ходе обороны Москвы. Хотя преимущественно порох использовался именно в военном деле, предпринимались попытки приспособить возможности данного взрывчатого вещества для мирных целей: так, в первой трети XVII века в Венгрии (по другим данным — в Словакии) оно было впервые опробовано при ведении горных работ, а впоследствии соответствующая технология распространилась также и на дорожно-туннельное строительство. Примерно в это же время начала осваиваться технология производства артиллерийских гранат, то есть — снаряжения артиллерийских ядер пороховым зарядом.

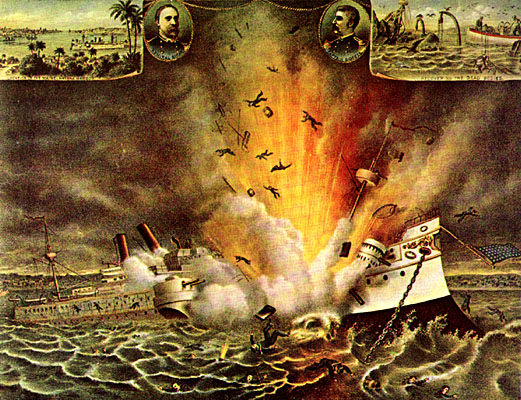
Подрыв в гаванской бухте американского крейсера «Мэн»

В течение нескольких веков традиционный дымный порох оставался не только единственной разновидностью пороха, но и вообще единственным взрывчатым веществом, известным человеку, хотя на протяжении этого периода времени предпринимались определённые попытки по его совершенствованию. В России, к примеру, соответствующие исследования проводил М. В. Ломоносов, в середине XVIII века подготовивший специализированный научный труд — «Диссертацию о рождении и природе селитры» (1749); в этой работе взрывчатое разложение пороха было впервые описано и истолковано с научной точки зрения. Параллельно аналогичные вопросы изучались во Франции химиками А. Л. Лавуазье и К. Л. Бертолле, которые к началу последней четверти того же столетия разработали формулу хлоратного пороха; в его составе вместо селитры использовалась хлорновато-калиевая («бертоллетова») соль. Тем не менее, дымный порох продолжал оставаться на вооружении военных вплоть до второй половины XIX века, где активно применялся в основном для снаряжения артиллерийских метательных зарядов, разрывных снарядов, в устройстве подземных мин и т. п.
Следующий этап в развитии взрывчатых веществ связан с концом XVIII века, когда было открыто «гремучее серебро», характеризовавшееся довольно высоким уровнем опасности для того времени. Тогда же, в 1788 году, была получена пикриновая кислота, нашедшая применение в изготовлении артиллерийских снарядов. Научный консенсус приписывает открытие «гремучей ртути» британскому исследователю Э. Говарду (1799), однако имеются сведения о её изобретении ещё в конце XVII века. Несмотря на то, что её способность к детонации не была подробно изучена, с точки зрения своих основных характеристик гремучая ртуть имела определённые преимущества по отношению к традиционному дымному пороху. Затем, в конце первой трети XIX века, путём смешивания древесины с азотной и серной кислотами был получен пироксилин, также пополнивший арсенал известных человеку взрывчатых веществ и послуживший для создания бездымного пороха. В 1847 году итальянский химик А. Собреро впервые синтезировал нитроглицерин, проблема неустойчивости и небезопасности которого была впоследствии отчасти решена А. Нобелем путём изобретения динамита. В 1884 году французский инженер П. Вьель предложил рецепт бездымного пороха. Во второй половине века был создан целый ряд новых взрывчатых веществ, в частности — тротил (1863), гексоген (1897) и некоторые другие, нашедшие активное применение при производстве вооружений, однако их практическое применение стало возможным только после изобретения русским инженером Д. И. Андриевским в 1865 году и шведским изобретателем А. Нобелем в 1867 году капсюля-детонатора на основе гремучей ртути. До появления этого устройства отечественная традиция применения нитроглицерина взамен чёрного пороха при подрывных работах полагалась на режим взрывного горения. С открытием явления детонации бризантные взрывчатые вещества начали повсеместно использоваться для военных и промышленных целей.
Среди промышленных взрывчатых веществ изначально широкое распространение по патентам А. Нобеля получили гурдинамиты, затем пластичные динамиты и порошкообразные нитроглицериновые смесевые взрывчатые составы. Стоит подчеркнуть, что первые патенты на некоторые рецепты аммиачно-селитренных взрывчатых веществ были получены ещё И. Норбином и И. Ольсеном (Швеция) в 1867 году, однако их практическое использование для снаряжения боеприпасов и для промышленных целей выпало на годы Первой мировой войны. Так как этот вид взрывчатки проявил себя гораздо более безопасным и экономичным, чем традиционный динамит, то начиная с 30-х годов XX века масштабы его использования в промышленных приложениях существенно выросли. После Великой Отечественной войны на территории Советского Союза аммиачно-селитренные подрывные составы (поначалу — в виде тонкодисперсных аммонитов) стали доминирующим видом промышленных взрывчатых веществ. За рубежом процесс массового переоснащения промышленности с динамитов на аммиачно-селитренные взрывчатые вещества начался примерно в 50-х годах XX века.
Начиная с 70-х годов XX века основной разновидностью промышленной взрывчатки становятся простейшие составы гранулированных и водосодержащих аммиачно-селитренных рецептур, не содержащие в себе нитросоединений или других индивидуальных взрывчатых веществ. Кроме них также используются смеси с нитросоединениями. Некоторое практическое значение сохранили тонкодисперсные аммиачно-селитренные взрывчатые составы, прежде всего — для снаряжения патронов-боевиков и для проведения некоторых специфических видов взрывных работ. Индивидуальные взрывчатые вещества, в основном — тротил, продолжают применяться для изготовления шашек. Помимо этого их используют для длительного заряжания обводнённых скважин в чистом виде (гранулотол) и составе разнообразных высоководоустойчивых смесей (гранулированных и суспензионных). Для выполнения прострелочных работ в глубоких нефтяных скважинах до сих пор продолжает применяться октоген и гексоген.

## Терминология
Сложность и разнообразие химии и технологии взрывчатых веществ, политические и военные противоречия в мире, стремление к засекречиванию любой информации в этой области привели к неустойчивым и разнообразным формулировкам терминов.
Действующая редакция 2011 года принятой ООН Согласованной на глобальном уровне системы классификации и маркировки химических веществ (СГС) даёт следующие определения:

2.1.1.1 Взрывчатое вещество (или смесь) — твердое или жидкое вещество (или смесь веществ),
которое само по себе способно к химической реакции с выделением газов при такой температуре и таком
давлении и с такой скоростью, что это вызывает повреждение окружающих предметов. Пиротехнические
вещества включаются в эту категорию даже в том случае, если они не выделяют газов.

Пиротехническое вещество (или смесь) — вещество или смесь веществ, которые предназначены для производства эффекта в виде тепла, огня, звука или дыма или их комбинации в результате самоподдерживающихся экзотермических химических реакций, протекающих без детонации.

Под взрывчатыми веществами понимаются как индивидуальные взрывчатые вещества, так и взрывчатые составы, содержащие одно или несколько индивидуальных взрывчатых веществ, флегматизаторы, металлические добавки и другие компоненты.
Взрывчатое превращение взрывчатых веществ характеризуется следующими условиями:
- высокая скорость химического превращения;
- выделение тепла (экзотермичность процесса);
- образование газов или паров в продуктах взрыва;
- способность реакции к самораспространению.

В России в рамках стандартизации в области техногенных чрезвычайных ситуаций к взрывоопасным относят вещества, взрывающиеся при воздействии пламени или проявляющие чувствительность к сотрясениям или трениям большую, чем динитробензол.

## Общая характеристика

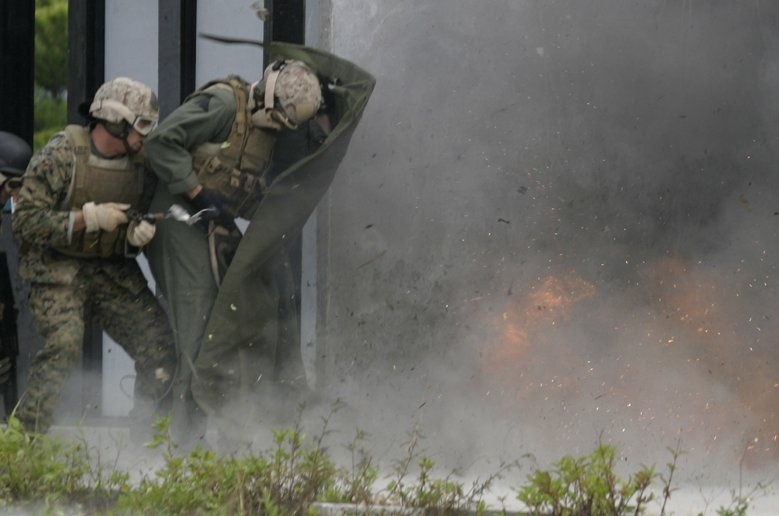
Вскрытие входной двери с помощью компактного подрывного заряда (2008 год)

Любое взрывчатое вещество обладает следующими характеристиками:
- способность к экзотермическим химическим превращениям
- способность к самораспространяющемуся химическому превращению

Важнейшими характеристиками взрывчатых веществ являются:
- скорость взрывчатого превращения (скорость детонации или скорость горения),
- давление детонации,
- теплота (удельная теплота) взрыва,
- состав и объём газовых продуктов взрывчатого превращения,
- максимальная температура продуктов взрыва (температура взрыва),
- чувствительность к внешним воздействиям[16],
- критический диаметр детонации,
- критическая плотность детонации.

При детонации разложение взрывчатых веществ происходит настолько быстро (за время от 10−6 до 10−2 с), что газообразные продукты разложения с температурой в несколько тысяч градусов оказываются сжатыми в объёме, близком к начальному объёму заряда. Резко расширяясь, они являются основным первичным фактором разрушительного действия взрыва.
Различают два основных вида действия взрывчатых веществ: бризантное (местного действия) и фугасное (общего действия).
Существенное значение при хранении взрывчатых веществ и обращении с ними имеет их стабильность.
В прикладных сферах широко используется не более двух-трёх десятков взрывчатых веществ и их смесей. Основные характеристики наиболее распространённых из них сведены в следующую таблицу (данные приведены при плотности заряда 1600 кг/м3):
| Взрывчатое вещество | Кислородный баланс, % | Теплота взрыва, МДж/кг | Объём продуктов взрыва, м3/кг | Скорость детонации, км/с |
| ------------------- | --------------------- | ---------------------- | ----------------------------- | ------------------------ |
| Тротил              | -74,0                 | 4,2                    | 0,75                          | 7,0                      |
| Тетрил              | -47,4                 | 4,6                    | 0,74                          | 7,6                      |
| Гексоген            | -21,6                 | 5,4                    | 0,89                          | 8,1                      |
| Тэн                 | -10,1                 | 5,9                    | 0,79                          | 7,8                      |
| Нитроглицерин       | +3,5                  | 6,3                    | 0,69                          | 7,7                      |
| Аммонит № 6         | 0                     | 4,2                    | 0,89                          | 5,0                      |
| Нитрат аммония      | +20,0                 | 1,6                    | 0,98                          | ≈1,5                     |
| Азид свинца         | неприменимо           | 1,7                    | 0,23                          | 5,3                      |
| Баллиститный порох  | -45                   | 3,56                   | 0,97                          | 7,0                      |

## Применение

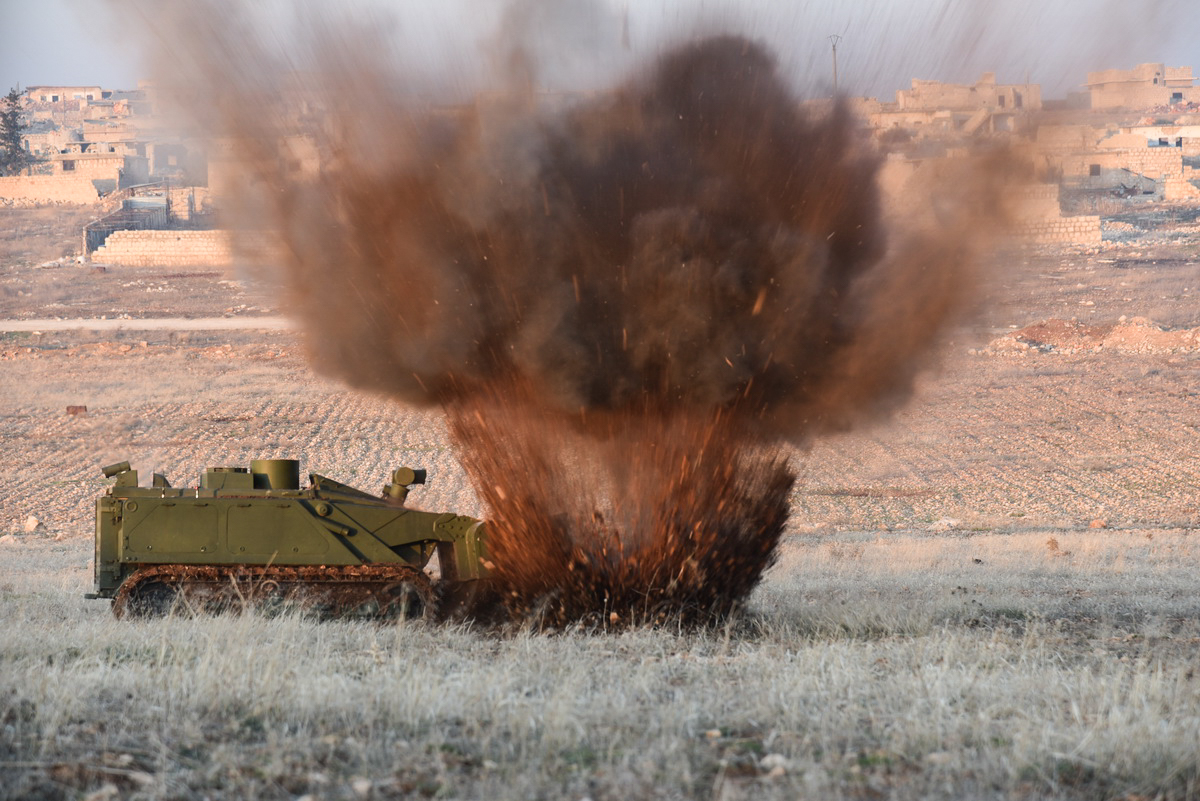
Работа сапёров противоминного центра минобороны России в Алеппо (Сирия, 2016 год)

Ежегодно в мире производится несколько миллионов тонн взрывчатых веществ. Ежегодный расход взрывчатых веществ в странах с развитым промышленным производством даже в мирное время составляет сотни тысяч тонн. В военное время расход взрывчатых веществ резко возрастает. Так, в период 1-й мировой войны в воюющих странах он составил около 5 миллионов тонн, а во 2-й мировой войне превысил 10 миллионов тонн. Ежегодное использование взрывчатых веществ в США в 1990-х годах составляло около 2 миллионов тонн.

### Военное применение
В военном деле взрывчатые вещества используются в качестве метательных зарядов для различного рода оружия и предназначаются для придания снаряду (пуле) определённой начальной скорости.
Их также применяют для снаряжения боевых частей ракет различных классов, снарядов реактивной и ствольной артиллерии, артиллерийских и инженерных мин, авиационных бомб, торпед, глубинных бомб, ручных гранат и т. д.

### Промышленное применение

Снос градирен ТЭС Атлон с помощью взрыва

Взрывчатые вещества широко используются в промышленности для производства различных взрывных работ.
Существуют произведения монументального искусства, изготовленные с помощью взрывчатых веществ (монумент Crazy Horse в штате Южная Дакота, США).

### Научное применение
В научно-исследовательской сфере взрывчатые вещества широко используются как простое средство достижения в экспериментах значительных температур, сверхвысоких давлений и больших скоростей.

## Классификация взрывчатых веществ

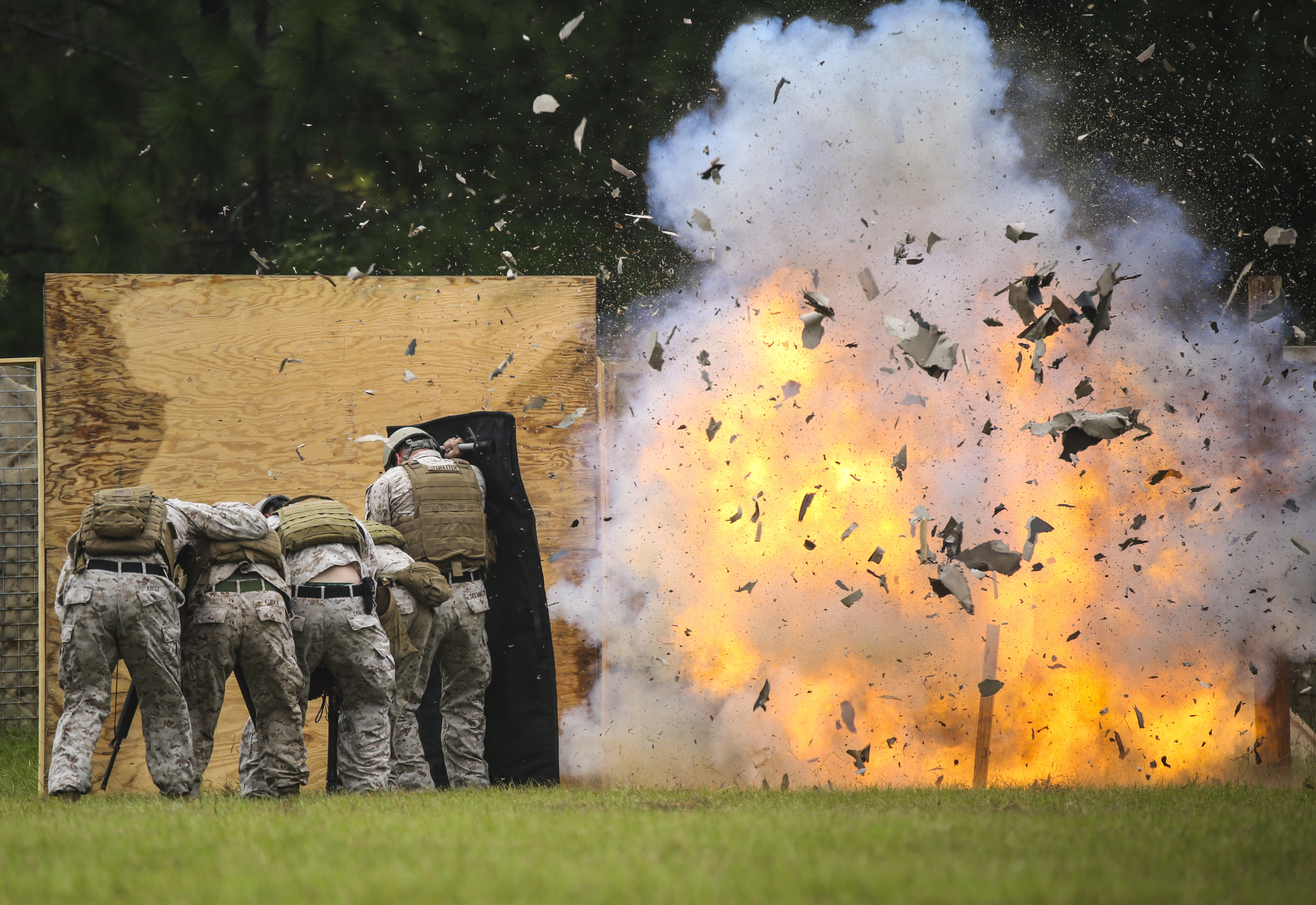
Сапёры корпуса морской пехоты США во время показательных выступлений

### По составу
По своему химическому составу всё многообразие взрывчатых веществ разделяется на взрывчатые химические соединения и взрывчатые смеси:
- Индивидуальные химические соединения, большинство которых представляет собой кислородосодержащие вещества, обладающие свойством полностью или частично окисляться внутри молекулы без доступа воздуха. Существуют соединения, не содержащие кислород, но обладающие свойством взрываться (разлагаться) (азиды, ацетилениды, диазосоединения и др.). Они, как правило, обладают неустойчивой молекулярной структурой, повышенной чувствительностью к внешним воздействиям (трению, удару, нагреву, огню, искре, переходу между фазовыми состояниями, другим химическим веществам) и относятся к веществам с повышенной взрывоопасностью[3].
- Взрывчатые смеси-композиты, которые состоят из двух и более химически не связанных между собой веществ и могут быть жидкими, твёрдыми и газообразными[3]. В военном деле также широко применяются боеприпасы, снаряжаемые только горючим веществом, которое распыляется в воздухе, а реакция подрыва протекает за счёт атмосферного кислорода[3]. Многие взрывчатые смеси состоят из индивидуальных веществ, не имеющих взрывчатых свойств (горючих, окислителей и регулирующих добавок). Регулирующие добавки применяют:

- для снижения чувствительности взрывчатых веществ к внешним воздействиям. Для этого добавляют различные вещества — флегматизаторы (парафин, церезин, воск, дифениламин и др)
- для увеличения теплоты взрыва. Добавляют металлические порошки, например, алюминий, магний, цирконий, бериллий и прочие восстановители
- для повышения стабильности при хранении и применении
- для обеспечения необходимого физического состояния. Например, для повышения вязкости суспензионных взрывчатых веществ применяют натриевую соль карбоксиметилцеллюлозы (Na-КМЦ)
- для обеспечения функций контроля над применением взрывчатых веществ. В состав взрывчатых веществ могут вводиться специальные вещества-маркеры, по наличию которых в продуктах взрыва устанавливается происхождение взрывчатых веществ

### По физическому состоянию
- газообразные
- жидкие. При нормальных условиях таким взрывчатым веществом является, например, индивидуальные вещества нитроглицерин, этиленгликольдинитрат (нитрогликоль), этилнитрат и другие. Существует много разработок жидких смесевых взрывчатых веществ (наиболее известны взрывчатые вещества Шпренгеля, панкластит и др.)
- гелеобразные. При растворении нитроцеллюлозы в нитроглицерине образуется гелеобразная масса, получившая название «гремучий студень».
- суспензионные. Большая часть современных промышленных взрывчатых веществ представляют собой суспензии смесей аммиачной селитры с различными горючими и добавками в воде (акватол, ифзанит, карбатол). Существует огромное число суспензионных взрывчатых составов, в которых либо окислители, либо горючие представляют собой жидкую среду. Применяются для заливки шпуров, но большинство таких составов со временем утратили техническую и экономическую целесообразность применения.
- эмульсионные
- твердые. В военном деле применяются преимущественно твёрдые (конденсированные) взрывчатые вещества. Твердые взрывчатые вещества могут быть
  - монолитными (тол)
  - порошкообразными (гексоген)
  - гранулированными (аммиачно-селитренные взрывчатые вещества)
- пластичные
- эластичные

### По взрывчатым свойствам

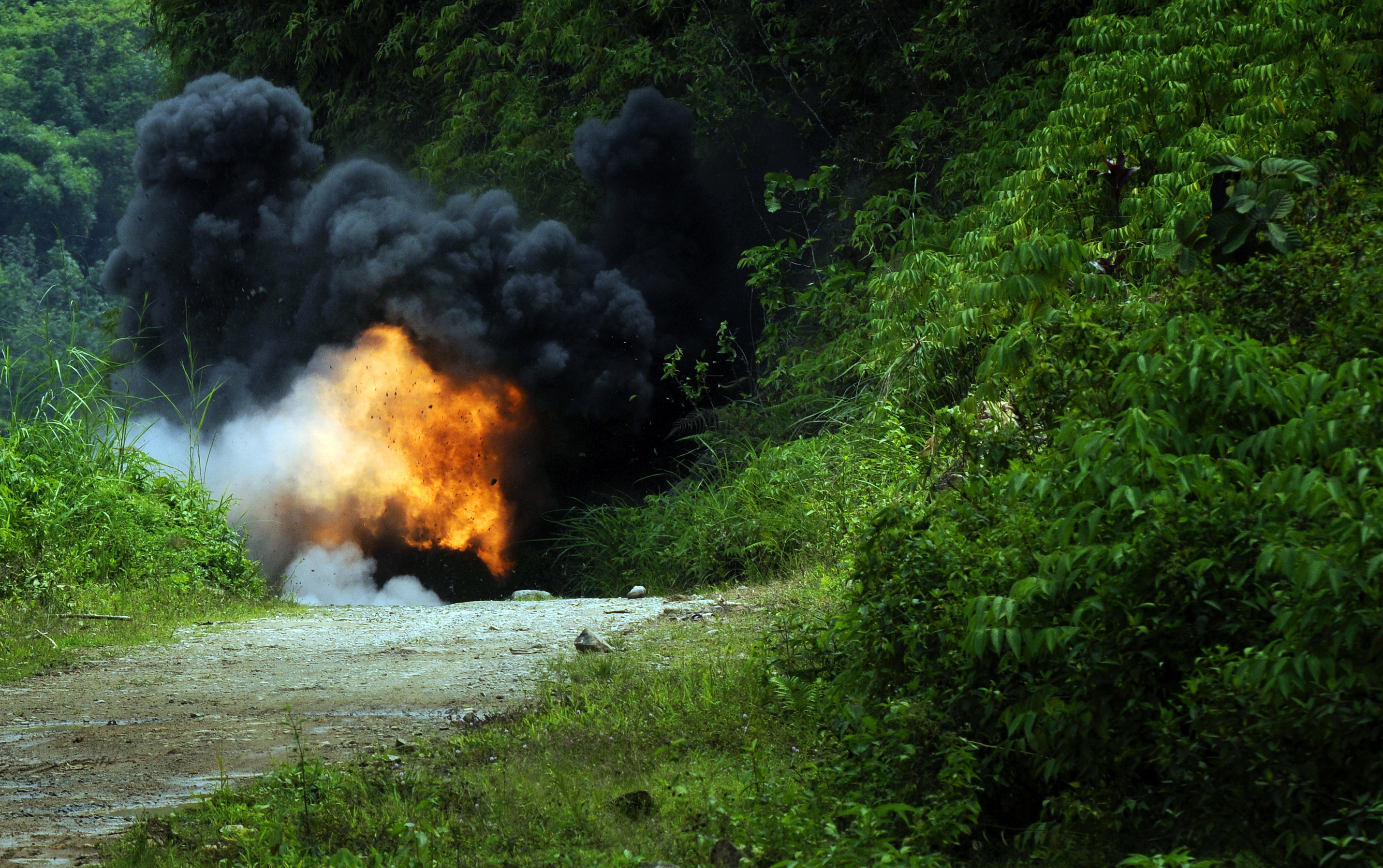
Использование контролируемого подрыва для очистки околодорожного пространства (Филиппины, 2009)

По своему значению и взрывчатым свойствам ВВ подразделяются на инициирующие и бризантные; целый ряд авторитетных источников к этим двум добавляет также метательные взрывчатые вещества (пороха и пиросоставы).

#### Инициирующие взрывчатые вещества
Инициирующие (первичные) взрывчатые вещества предназначаются для возбуждения взрывчатых превращений в зарядах других, более стабильных, взрывчатых веществ. Уже при атмосферном давлении их горение протекает неустойчиво и любой начальный импульс воспламенения немедленно запускает детонацию. Помимо этого, инициирующие взрывчатые вещества отличаются повышенной чувствительностью и легко взрываются от многих других видов начального воздействия: удара, трения, накола жалом, электрической искры и прочих. Основой инициирующих взрывчатых веществ являются гремучая ртуть, азид свинца, тринитрорезорцинат свинца (ТНРС), тетразен, диазодинитрофенол (или их смеси) и прочие с высокой скоростью детонации (свыше 5000 м/с).
В военном деле и в промышленности инициирующие взрывчатые вещества применяются для снаряжения капсюлей-воспламенителей, капсюльных втулок, запальных трубок, различных электровоспламенителей, артиллерийских и подрывных капсюлей-детонаторов, электродетонаторов и др. Они используются также в различных средствах пироавтоматики: пирозарядах, пиропатронах, пирозамках, пиротолкателях, пиромембранах, пиростартёрах, катапультах, разрывных болтах и гайках, пирорезаках, самоликвидаторах и др.

#### Бризантные взрывчатые вещества
Бризантные (вторичные) — вещества с высокой бризантностью, которой соответствует большая скорость распространения взрывной волны в веществе. От инициирующих отличаются меньшей чувствительностью, а их горение при сравнительно невысокой величине давления (которое, тем не менее, должно быть выше атмосферного) вполне может привести к детонации.
Бризантные взрывчатые вещества менее чувствительны ко внешним воздействиям, и возбуждение взрывных превращений в них осуществляется главным образом с помощью инициирующих взрывчатых веществ. В качестве бризантных взрывчатых веществ применяются обычно различные нитросоединения (тротил, нитрометан, нитронафталины и др.), N-нитрамины (тетрил, гексоген, октоген, этилен-N,N'-динитрамин и др.), нитраты спиртов (пентаэритриттетранитрат, нитроглицерин, нитрогликоль), нитраты целлюлозы и др. Часто эти соединения применяют в виде смесей между собой и с другими веществами.
Бризантные взрывчатые смеси часто называют по виду окислителя:
- хлоратиты (окислитель — хлорат калия);
- перхлоратиты (окислитель — перхлорат калия, перхлорат аммония);
- аммониты (окислитель — нитрат аммония);
- оксиликвиты (окислитель — жидкий кислород) и др.

По методу производства зарядных элементов бризантные взрывчатые вещества нередко подразделяют на литьевые, прессовочные и шнековочные, а по обратимости деформации — пластичными и эластичными.
Бризантные взрывчатые вещества применяют для снаряжения боевых частей ракет различных классов, снарядов реактивной и ствольной артиллерии, артиллерийских и инженерных мин, авиационных бомб, торпед, глубинных бомб, ручных гранат и т. д.
В ядерных боеприпасах бризантные взрывчатые вещества используются в зарядах, предназначенных для перевода ядерного горючего в надкритическое состояние.
В различных вспомогательных системах ракетно-космической техники бризантные взрывчатые вещества применяют в качестве основных зарядов для разделения конструкционных элементов ракет и космических аппаратов, отсечки тяги, аварийного выключения и подрыва двигателей, выброса и отсечки парашютов, аварийного вскрытия люков и др.
В авиационных системах пироавтоматики бризантные взрывчатые вещества используются для аварийного отделения кабин, взрывного отброса винтов вертолётов и т. д.
Значительное количество бризантных взрывчатых веществ расходуется в горном деле (вскрышные работы, добыча полезных ископаемых), в строительстве (подготовка котлованов, разрушение скальных пород, разрушение ликвидируемых строительных конструкций), в промышленности (сварка взрывом, импульсная обработка металлов и др.).

#### Метательные и пиротехнические составы
По действующим в Российской Федерации нормативным документам пороховые и пиротехнические составы к взрывчатым веществам не относятся, ввиду того, что они перестали применяться в качестве подрывных и разрывных зарядов.
Метательные взрывчатые вещества (пороха и ракетные топлива) служат источниками энергии для придания необходимой кинетики разнообразным метательным снарядам (артиллерийским минам, пулям и т. п.) в ствольных и реактивных ракетно-артиллерийских системах. Их отличительная особенность — способность к взрывчатому превращению в форме быстрого устойчивого сгорания, которое не переходит в детонацию в диапазоне давлений вплоть до нескольких ГПа. Однако, они сохраняют свойство поддаться детонации от детонационного импульса.
Пороха делятся на дымные и бездымные. Представителями первой группы могут служить черные пороха, представляющие собой смесь селитры, серы и угля, например артиллерийский и ружейный пороха, состоящие из 75 % калиевой селитры, 10 % серы и 15 % угля. Температура вспышки дымных порохов равна 290—310 °С. Ко второй группе относятся пироксилиновые, нитроглицериновые, дигликолевые и другие пороха. Температура вспышки бездымных порохов равна 180—210 °С.
Пиротехнические составы (зажигательные, осветительные, сигнальные и трассирующие), применяемые для снаряжения специальных боеприпасов, представляют собой механические смеси из окислителей и горючих веществ. При обычных условиях применения они, сгорая, дают соответствующий пиротехнический эффект (зажигательный, осветительный и т. д.). Многие из этих составов обладают также и взрывчатыми свойствами и при определённых условиях могут детонировать.
Пиротехнические составы применяются для получения пиротехнических эффектов (светового, дымового, зажигательного, звукового и т. д.). Основной вид взрывчатых превращений пиротехнических составов — горение.

### По методу приготовления зарядов
- прессованные
- литые (взрывчатые сплавы)
- патронированные

### По направлениям применения
- военные
- промышленные

- для горного дела (добыча полезных ископаемых, производство стройматериалов, вскрышные работы). Промышленные взрывчатые вещества для горных работ по условиям безопасного применения подразделяют на непредохранительные и предохранительные
- для строительства (плотин, каналов, котлованов, дорожных выемок и насыпей)
- для сейсморазведки
- для разрушения строительных конструкций
- для обработки материалов (сварка взрывом, упрочнение взрывом, резание взрывом)

- специального назначения (например, средства расстыковки космических аппаратов)
- антисоциального применения (терроризм, хулиганство), при этом часто используются низкокачественные вещества и смеси кустарного изготовления.
- опытно-экспериментальные.

### По степени опасности
Существуют различные системы классификации взрывчатых веществ по степени опасности. Наиболее известны:
- Согласованная на глобальном уровне система классификации опасности и маркировки химической продукции (СГС), принятая ООН в 2003 году (действует первая пересмотренная редакция 2005 года);
- Классификация по степени опасности в горных работах;